# Ararat (pueblo)
El pueblo de Ararat (en armenio: Արարատ, conocido hasta el año 1935 con el nombre de Davalu), es una comunidad rural de Armenia, ubicada junto a la ciudad homónima en la provincia del mismo nombre.

## Geografía
Ararat es una comunidad rural localizada en las afueras de la ciudad de Ararat, situada en la provincia homónima, en la República de Armenia, cerca de la frontera con la República de Turquía sobre el río Aras. Su extensión de territorio ocupa unos 52,54 kilómetros cuadrados.

## Densidad Poblacional
Considerando que este asentamiento posee una superficie compuesta por unos 52,54 kilómetros cuadrados de territorio y su población se compone de unas ocho mil doscientas setenta y cinco personas (según las cifras del censo del año 2010), se puede estimar que su densidad poblacional es de 187,5 habitantes por cada kilómetro cuadrado de este pueblo.

## Intendencia
La intendencia de Ararat se renueva cada cinco años. El actual intendente es el señor Grigor Melkonyan.